# (2698) Azerbajdzhan
(2698) Azerbajdzhan ist ein Asteroid des mittleren Hauptgürtels, der am 11. Oktober 1971 am Krim-Observatorium in Nautschnyj (IAU-Code 095) entdeckt wurde. Sichtungen des Asteroiden hatte es vorher schon am 26. April 1952 unter der vorläufigen Bezeichnung 1952 HC3 am McDonald-Observatorium in Texas sowie am 9. Oktober 1958 (1958 TQ1) an der Landessternwarte Heidelberg-Königstuhl gegeben.
Der mittlere Durchmesser des Asteroiden wurde mit 14,765 km (±0,178) berechnet.
Die Rotationsperiode des Asteroiden wurde von einem Team des Rose-Hulman Institute of Technology aus Terre Haute, Indiana untersucht mit Aufnahmen, die zwischen dem 16. bis 21. Januar 2012 mit dem 50-cm-Ritchey-Chrétien-Teleskop des Oakley Southern Sky Observatorys in Coonabarabran, New South Wales gemacht worden waren. Die Analysen ergaben eine Rotationsperiode von 27,20 (± 0,05) Stunden.
(2698) Azerbajdzhan wurde am 1. Dezember 1982 nach der Aserbaidschanischen Sozialistischen Sowjetrepublik benannt.